# Sony Ericsson K800
K800 je mobilní telefon značky Sony Ericsson. Je vybaven fotoaparátem Cyber-shot s rozlišením 3,2 megapixelů a jako jeden z mála mobilních telefonů má i xenonový blesk. Pro lepší zaostření ve tmě je u blesku instalována pomocná červená dioda. Mezi jeho funkce patří i BestPic, kdy fotoaparát zachytí v rychlém sledu 9 snímků, z nichž první jsou z doby těsně před zmáčknutím spouště a poslední těsně po zmáčknutí. Umí nahrávat videa v 3GP s rozlišením 176x144 bodů. Podporuje hudební soubory typu MP3, AAC, AAC+, eAAC+ a WMA a videa typu 3GP a MPEG-4. Je vybaven také FM rádiem. Datové přenosy provádí přes Bluetooth a infračervený port. Paměť je možno rozšířit paměťovou kartou Memory Stick Micro (M2) s podporou do 4 GB. Tento telefon používal i James Bond ve filmu Casino Royale.
Rozdíl mezi K800 a K790 spočívá v tom, že K790 podporuje EDGE, zatímco K800 podporuje UMTS, díky které lze provádět videohovory. Jeho následovník je 5 megapixelový K850.

## Barevné variace
- černá
- hnědá
- Casino Royale (bílá)

## Podobné modely
(se stejnou značkou fotoaparátu)
- K790i (3,2 Mpix, Cyber-shot)
- K810i (3,2 Mpix, Cyber-shot)
- K850i (5 Mpix, Cyber-shot)
- K770i (3,2 Mpix Cyber-shot